# Konstantin Trietiakow
Konstantin Nikołajewicz Trietiakow (ros. Константин Николаевич Третьяков, ur. 27 grudnia 1892?/8 stycznia 1893 w Nowym Margelanie, zm. 24 listopada 1956 w Saratowie) – rosyjski lekarz neurolog i neuropatolog, profesor Saratowskiego Instytutu Medycznego, członek korespondent Akademii Nauk Medycznych ZSRR (1945). Jako pierwszy stwierdził związek między zmianami neurodegeneracyjnymi w istocie czarnej a objawami parkinsonizmu i wprowadził do medycyny termin ciał Lewy’ego. Był autorem ponad stu prac naukowych, w tym dwóch monografii.

## Życiorys
Urodził się w 1892 roku w Nowym Margelanie (obecnie Fergana w Uzbekistanie). Jego ojcem był lekarz wojskowy Nikołaj N. Trietiakow (1856–1918), uczestnik pierwszej ekspedycji do Pamiru Pierre’a Bonvalota (1853–1933), później pracujący w syberyjskim szpitalu i prowadzący badania z zakresu patologii i fizjologii. Inteligencka rodzina Trietiakowów miała demokratyczne poglądy, co miało swoje konsekwencje w 1905 roku, gdy Konstantin i jego starszy brat, student prawa w St. Petersburgu, brali udział w demonstracjach przeciwko carowi. Konstantin został zmuszony zdawać egzaminy zewnętrzne do gimnazjum w Irkucku, a brata wydalono z uniwersytetu za polityczną agitację.
Ojciec Konstantina zadecydował wtedy, że najrozsądniej będzie kontynuować edukację synów we Francji. Konstantin został przyjęty na L’Assistance Publique des Hopitaux de Paris w 1913 roku. Najpierw pracował w paryskim Hopital des Enfants u Édouarda Francisa Kirmissona. Niedługo po przyjeździe z Rosji złożył egzaminy konkursowe by zostać internem, ale zajął odległe, 255. miejsce (spośród 294 kandydatów). Jako ekstern wcześnie ujawnił zainteresowanie w dziedzinie neuropatologii. W 1917 został kierownikiem Laboratoire de la Clinique des Maladies du Systeme Nerveux u Pierre’a Mariego. Mimo że pozwolono mu wizytować oddziały szpitalne razem z Henry Meigem, jego działalność koncentrowała się wokół laboratorium; praca ta nie przysparzała wówczas we Francji dużego prestiżu. Trietiakow zyskał jednak sposobność pracy przez wiele miesięcy w laboratorium szpitala Salpêtrière razem z Gheorghem Marinescu. Napisał też wspólną pracę z Crouzonem i Béhaguem o rodzinnej oftalmoplegii. I wojna światowa dobiegała końca, a w Europie trwała epidemia śpiączkowego zapalenia mózgu, opisanego w 1917 roku przez Constantina von Economo. Trietiakow miał możliwość badania materiału sekcyjnego mózgów zmarłych na tę tajemniczą chorobę pacjentów.
W 1919 roku Trietiakow ukończył i obronił pracę doktorską. Jego dysertacja miała dedykację dla profesora Théophile’a Alajouanine. Badanie dotyczyło istoty czarnej 54 mózgów, z czego 9 pochodziło od zmarłych z drżączką poraźną a 3 – z parkinsonizmem pośpiączkowym. W sześciu przypadkach drżączki poraźnej i jednym atypowym przypadku Trietiakow stwierdził zblednięcie istoty czarnej (pâleur) spowodowane wyraźnym ubytkiem neuronów nigralnych, obrzęk perikarionów, zwyrodnienie (dégénérescence grumeleuse) i złogi neurofibrylarne. W części pozostałych neuronów nigralnych stwierdził ciała wtrętowe, które nazwał ciałami Lewy’ego (fr. corps de Lewy) odnosząc się do niedawnego odkrycia Fritza Lewy’ego
Większość neuropatologów w tym czasie szukała przyczyny parkinsonizmu raczej w gałce bladej; skłaniali się ku temu m.in. Cécile i Oskar Vogtowie, Lhermitte czy Jakob. Odkrycie Trietiakowa nie zostało szybko docenione, a on sam też nie zdawał sobie początkowo sprawy z wagi dokonanych obserwacji. Douglas McAlpine w 1926 roku pisał:

Trietiakow oparł swoje twierdzenia o badanie jedenastu przypadków paralysis agitans w Salpetriere, gdzie miałem sposobność obejrzenia wszystkich preparatów. Jedynie w dwóch z jedenastu przypadków, zmiany w istocie czarnej były nasilone [...] W pozostałych, siedem prezentowało ograniczone zaniki małych grup komórek, ale w żadnym z nich, w mojej opinii, nie było uszkodzenia na tyle dużego, by odpowiadać za obraz paralysis agitans. Nie przeprowadzono cięć przez jądra podstawne ani nie wspomniano o gałce bladej. [...] Osobiście nie przywiązywałbym dużego znaczenia jego znaleziskom, mimo że są często cytowane 

W przypadkach śpiączkowego zapalenia mózgu także Constantin von Economo, niezależnie od Trietiakowa, stwierdził zwyrodnienie hialinowe i ziarniste pozostałych przy życiu komórek.

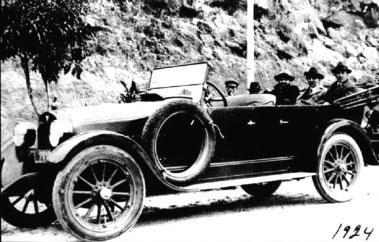
Konstantin Trietiakow (po lewej, z brodą), A.C. Pacheco e Silva (w środku) i jego brat, inżynier V. Pacheco e Silva (po prawej) w Hudsonie rocznik 1921 w wakacyjnej podróży do Santos

W 1921 roku do Salpêtrière przybył studiować neuropatologię młody brazylijski psychiatra Antonio Carlos Pacheco e Silva. Trietiakow zaprzyjaźnił się z Silvą i w następnym roku wrócił z nim do São Paulo, gdzie pracował w założonym w 1896 przez Francisco Franco de Rochę Hospicio de Juquery. Był to w owym czasie jeden z największych szpitali psychiatrycznych na świecie, w którym opiekowano się 20 000 pensjonariuszy, żyjących nierzadko w skrajnie ciężkich warunkach. Przypuszczalnie Trietiakow zdecydował się na wyjazd do Nowego Świata w obliczu braku możliwości kontynuowania swojej kariery naukowej. Ponadto, mimo prymitywnych i ciężkich warunków w Hospicio de Juquery, znajdowało się tam nowoczesne i dobrze wyposażone laboratorium, gdzie wykonywano rocznie setki autopsji. W Brazylii Trietiakow zaangażował się w pracę naukową i w wydawanie wzorowanego na „La Nouvelle Iconographie de la Salpetriere” rocznika „Memorias do Hospicio de Juquery”. Korespondował też z rosyjskimi neurologami, zwłaszcza z Władimirem Biechtieriewem, który w 1924 roku zaprosił go do Leningradu. Dzięki staraniom Bechterewa, rosyjskie obywatelstwo Trietiakowa zostało mu przywrócone.
Gdy w 1926 roku brazylijski kontrakt Trietiakowa skończył się, uczony wrócił do Europy, gdzie zwiedził instytuty w Wiedniu i Rzymie, uczestniczył w kongresach w Paryżu, Turynie i Düsseldorfie, ale ostatecznie skorzystał z propozycji Bechterewa i objął tymczasowe stanowisko w Instytucie Psychoneurologicznym, jednocześnie podejmując pracę w Krajowym Instytucie Radiologicznym w Szpitalu Mechniewa. W 1931 został profesorem i niemal natychmiast oferowano mu katedrę Wydziału Neuropatologii Instytutu Medycznego w Saratowie. Kontynuował tam prace nad chorobą von Economo, a w trakcie II wojny światowej, także nad parkinsonizmem pourazowym występującym u rannych żołnierzy. W 1945 roku został członkiem Akademii Nauk Medycznych ZSSR. W 1954 poważnie zachorował, zmarł w 1956 roku. Pochowany jest na Cmentarzu Zmartwychwstania w Saratowie. Kilka miesięcy wcześniej, dzięki staraniom J. Godwina Greenfielda z National Hospital for Nervous Diseases Queen Square, Trietiakow został uhonorowany za swoje odkrycie na Międzynarodowym Kongresie Neuropatologii.
Trietiakow wspominany był przez współczesnych mu jako człowiek wysokiej kultury, obeznany w literaturze, koneser muzyki. Płynnie posługiwał się czterema językami. Opisywano go jako bystrego, pogodnego, towarzyskiego i gościnnego. Chętnie przyjmował w domu swoich studentów, którym opowiadał anegdoty i żarty. Odznaczony Orderem „Znak Honoru” i trzema innymi medalami.
10 marca 1981 roku katedra i klinika chorób nerwowych Saratowskiego Instytutu Medycznego zostały nazwane imieniem Trietiakowa.

## Lista prac
- Kirmisson, Trétiakoff. Volumineuse tumeur du rein droit (adénosarcome) chez une fillette de 6 ans: extirpation, guerison. „Archives de Médecine des Enfants” 20, s. 257 (1917)
- Kirmission E, Trétiakoff. Méningo-encéphalocèle de la région occipitale (ectopie du cervelet) chez une petite fille de deux mois et demi. „Archives de Médecine des Enfants” 20, ss. 412-417 (1917)
- Marie P, Tretiakoff C. Examen histologique des centres nerveux dans deux cas d'encéphalite léthargique. „Bulletins Et Mémoires de la Société Médicale Des Hôpitaux de Paris, 3 série” 34, ss. 475-479 (1918)
- Contribution à l’étude de l’anatomie pathologique du locus niger de Soemmering avec quelques deductions relatives a la pathogenie des troubles du tonus musculaire et de la maladie de Parkinson. Paris 1919
- Marie P, Tretiakoff C. Examen histologique des centres nerveux dans un cas de choree aigue de Sydenham. „Revue Neurologique” 27, ss. 428-438 (1920)
- Foix C, Tretiakoff. Les lésions médullaires au cours de l'hérédo-ataxie cérébelleuse de la maladie de Friedreich et de la paraplégie spastique familiale. „Bulletins Et Mémoires de la Société Médicale Des Hôpitaux de Paris, 3 série” 44, ss. 1140-1151 (1920)
- Encéphalite léthargique avec syndrome parkinsonien et catatonie; rechute tardive; vérification anatomique. „Revue Neurologique” 27, ss. 772-778 (1920)
- Marie P, Tretiakoff C. Etat de l'hypophyse dans l'encéphalite léthargique. „Bulletins Et Mémoires de la Société Médicale Des Hôpitaux de Paris, 3 série” 44, s. 357 (1920)
- Crouzon O, Béhague P, Tratiakoff. Autopsie d'un cas d'ophtalmoplégie congenitale et familiale. „Bulletins Et Mémoires de la Société Médicale Des Hôpitaux de Paris, 3 série” s. 915 (1920)
- Souques A, Trétiakoff C. Lésions du locus niger dans trois cas de paralysie agitante. „Bulletins Et Mémoires de la Société Médicale Des Hôpitaux de Paris, 3 série” 44, ss. 1027-1029 (1920)
- Marie P, Trétiakoff C, Stumfer E. Etude anatomo-pathologique des centres nerveux dans un cas de myxoedème congénital avec crétinisme Encéphale 2, ss. 601-608 (1920)
- Marie P, Tretiakoff C. Anatomie pathologique de l'encéphalite léthargique (étude histo-pathologique comparative de 4 cas). Ann. de méd. 6, ss. 1-15 (1920)
- Marinesco G, Tretiakov C. Etude histo-pathologique des centres nerveux dans 3 cas de maladie de Friedreich. „Revue Neurologique” 27, ss. 113-31 (1920)
- Les lésions médullaires au cours de l'hérédo-ataxie cérébelleuse de la maladie de Friedreich et de la paraplégie spastique familiale. „Bulletins Et Mémoires de la Société Médicale Des Hôpitaux de Paris, 3 série” 44, ss. 1140-1151 (1920)
- Discussion. „Revue Neurologique” 37, ss. 592-593 (1921)
- Trétiakoff C, Ramos V. Etude anatomique d'un cas de moelle bifide (double moelle lombaire). „Revue Neurologique” 28, ss. 768-772 (1921)
- Tretiakoff C, Godoy J. L'étude anatomo-pathologique des plexus choroïdes dans trois cas de maladies familiales diverses. „Revue Neurologique” 28, ss. 837-840 (1921)
- Trétiakoff C, Balestra S. Absence congénitale du corps calleux sans troubles psychiques apparents chez une femme morte à l'âge de 32 ans. „Bulletins Et Mémoires de la Société Médicale Des Hôpitaux de Paris, 3 série” 10, ss. 58-62 (1922)
- Vurpas, Trétiakov, Borgonlesco. Lésions cavitaires de la base du cerveau et méningo-encéphalite subaiguë dans un cas de délire hallucinatoire avec démence complète d'emblée. „Revue Neurologique” 29, ss. 1329-337 (1922)
- Über eine eigentümliche veränderung der Zerebellarrinde bei progressiver Paralyse mit Malariaimpfbehandlung. „Arbeiten aus dem Neurologischen Institut (Osterr. interakademisches Zentralinstitut für Hinforschung) an der Wiener Universität” 29, ss. 1–7 (1923)
- Léri A, Trétiakov. Autopsie d'une dysostose cléido-crânienne: grosses lésions inflammatoires et hémorragiques méningo-encéphaliques. „Bulletins Et Mémoires de la Société Médicale Des Hôpitaux de Paris, 3 série” 47, ss. 1091-9 (1923)
- Léri A, Trétiakov. Encéphalite aiguë avec ramolissement presque total du corps calleux: état de dépression pseudo-mélancolique et paralysies oculaires ayant simulé l'encéphalite léthargique. „Bulletins Et Mémoires de la Société Médicale Des Hôpitaux de Paris, 3 série” 47, ss. 1098-102 (1923)
- Marie P, Bouttier H, Trétiakov C. Etude anatomoclinique sur un cas de chorée aiguë gravidique. „Bulletins Et Mémoires de la Société Médicale Des Hôpitaux de Paris, 3 série” 47, ss. 1127-35 (1923)
- Les „plaques cyto-graisseuses” dans les maladies mentales diverses et l’origine de ces plaques. „Memórias do Hospício de Juquery” 1, s. 181-199 (1924)
- Trétiakoff C, Amorim MF. Um cas de sclérose latérale amyotrophique pseudo-polynevritique, observée chez une alienée, atteinte de turbérculose intestinale. „Memórias do Hospício de Juquery” 1, s. 259-266, São Paulo (1924)
- Tretiakoff C, Marcondes Vieira F. Á propos de quelques lésions vasculaires dans la psychose maniaco-dépréssive. „Memórias do Hospício de Juquery” 1, ss. 245-258 (1924)
- Tretiakoff C, Amorim M de F. Um cas de sclérose latérale amyotrophique pseudo-polynevritique, observée chez une alienée, atteinte de tuberculose intestinale. „Memórias do Hospício de Juquery” 1, 259-266 (1924)
- Trétiakoff C, Silva ACP. Contribuição para o estudo da cysticercose cerebral e em particular das lesões cerebraes toxicas á distancia n'esta affecção. „Memórias do Hospício de Juquery” 1, 37-66 (1924)
- Tretiakoff C, Pujol A. Un cas de maladie de Tay-Sachs (forme paralytique à prédominance hémiplégique gauche). „Archives de Médecine des Enfants” 29, ss. 267-78 (1926)
- Симптомокомплекс сильвиева водопровода. Современная психоневрология 8 (4, 5), 271-87 (1929)
- Rev. neur., Par., 1934, 41: pt 2, 31-45.
- К.Н. Третьяков, А.В. Ульянова. Нейровегетативная регуляция давления цереброспинальной жидкости. Бюллетень экспериментальной биологии и медицины 2 (№ 3) (1936)
- Tretiakov KN, Meltzer DA. [Case of Schilder's disease]. Nevropat. psikhiat. 5, ss. 1853-8 (1936)
- Метод клинического изучения температуры цереброспинальной жидкости. Невропатология и психиатрия 12, № 14 (1943)